# فورتيل إن أرتويز
فورتيل إن أرتويز (بالفرنسية: Fortel-en-Artois)‏ هي بلدية تقع في إقليم باد كاليه من منطقة نور با دو كاليه في شمال فرنسا. تبلغ مساحة هذه المدينة 5.89 (كم²)، وترتفع عن سطح البحر 122 م، يبلغ عدد سكانها 155 نسمة حسب إحصاء المعهد الوطني للإحصاء والدراسات الاقتصادية سنة 2009 م. وترأس دانييل نيفل البلدية خلال فترة (2008-2014).